# Круша (област Варна)
Вижте пояснителната страница за други населени места с името Круша.
 Тази статия е за селото в Област Варна.  За другото българско село с това име вижте Круша (Софийска област).  За други значения вижте Круша (пояснение).
Круша е село в Североизточна България. То се намира в община Аврен, област Варна и е на около 5 км от село Китка. Старото му име е Дюлгер („Зидар“). Круша е близо до река Камчия – на около 3 км от нея.

## Население

### Етнически състав

#### Преброяване на населението през 2011 г.
Численост и дял на етническите групи според преброяването на населението през 2011 г.:
|                     | Численост | Дял (в %) |
| Общо                | 63        | 100.00    |
| Българи             | 57        | 90.47     |
| Турци               | –         | –         |
| Цигани              | –         | –         |
| Други               | –         | –         |
| Не се самоопределят | –         | –         |
| Неотговорили        | 6         | 9.52      |

## Културни и природни забележителности
Селото е разположено в близост до река Камчия, заобиколено е от дъбови гори, пълни с много дивеч. Надвечер могат да се видят цели стада сърни да пасат спокойно в полето. Недалеч се намира бившата ловна резиденция на Тодор Живков, заедно с няколко големи изкуствени езера за развъждане на шарани. Тези езера и близката лонгозна гора на р. Камчия привличат изключително много и разнообразни птици. Могат да се видят черни щъркели, корморани, различни видове хищни птици. Селото и околностите му, особено заради водоемите, са отправна точка за прелетните птици наесен, важно кръстовище на т.нар. Виа Понтика – пътят на прелетните птици по Черноморското крайбрежие.